# علي رضا نور محمدي
علي رضا نور محمدي (بالفارسية: علیرضا نورمحمدی) هو لاعب كرة قدم إيراني من مواليد 3 يوليو 1981، طهران، يلعب في صفوف نادي سبيدرود رشت.

## روابط خارجية
- علي رضا نور محمدي على موقع قاعدة بيانات كرة القدم.إي يو (الإنجليزية)